# Сусак звичайний
Сусак звичайний або сусак зонтичний (Butomus umbellatus) — вид трав'янистих водних рослин родини сусакові (Butomaceae), поширений у Євразії й північно-західній Африці, натуралізований у Північній Америці.
Українська назва: Оситняг.
Наукова назва «Butomus umbellatus» походить від грецьких слів: «bus» — «бик», «tomnein» — «відщипувати» і латинського «umbellatus» — «зонтикоподібний».
Вже сама назва говорить про сусак, як про кормову рослину для худоби. Листки сусака йдуть на корзини та рогожі. Товсті ж кореневища замінювали якутам хліб.

## Поширення
Європа: майже вся територія, крім Ісландії й Мальти; Північна Африка: Алжир, Марокко, Туніс; Азія: Китай, Афганістан, Індія, Кашмір, Казахстан, Киргизстан, Монголія, Пакистан, Росія, Таджикистан, Узбекистан, Азербайджан, Туреччина, Ізраїль, Ліван, Сирія; натуралізований: пн. США, пд. Канада. Населяє нерухомі або повільні води озер, ставків і каналів.
В Україні зростає на заболочених луках, на берегах річок і ставків, у повільних водах — на всій території, звичайний. Входить у перелік видів, які перебувають під загрозою зникнення на території Запорізької області.

## Опис рослини
Багаторічна прибережна рослина заввишки від 40 см до 1,5 м, з пучком лінійних прямостоячих листків. Кореневище товсте, горизонтальне. Стебло безлисте (усі листки прикореневі), на верхівці розташоване зонтикоподібне суцвіття. Листки в нижній частині тригранні, вище — пласкі, у глибокій  воді й на швидкій течії іноді тонкі, стрічкоподібні. Стебло голе, округле. Цвіте в червні-липні. Численні біло-рожеві квітки до 25 мм у діаметрі зібрані в суцвіття-зонтик. Завдяки схожості гарних блідорожевих суцвіть сусака із зонтиком рослина дістала свою назву. Квітки на довгих квітконіжках, мають три зеленувато-червоні чашолистки, три рожевих пелюстки, дев'ять тичинок і шість червоних маточок. Плоди — збірні листівки.

## Хімічний склад
У сухих кореневищах міститься 60 відсотків крохмалю, 14 відсотків білка, 4 відсотка жиру.
Ще в 1871 році іркутські хіміки, досліджуючи якутський «хліб», писали: «У борошні з коріння сусака є все необхідне для харчування людини».

## Застосування
У Японії, Південній Кореї та Китаї бульби сусака — популярні овочі. Бульбоподібні утворення на коренях споживають замість картоплі, готуючи смажені, печені й варені гарніри до рибних, м'ясних і овочевих страв.
З кореневища сусака роблять борошно. З одного кілограма кореневищ виходить 250 грамів борошна. З борошна печуть хліб і коржі. Крім того, кореневища печуть і смажать з салом. У Монголії сусак заготовлюють на борошно та крупу, яку додають до монгольського чаю.
Якути і калмики вживають в їжу сусак. В Італії жителі П'ємонту заготовляють про запас нарізані і висушені кореневища сусака. Засмажене кореневище є хорошим сурогатом кави.
Щоб не сплутати сусак з дуже отруйною рослиною — цикутою (отруйна рослина родини зонтичних, зростаюча біля води), в якої дрібні білі квітки зібрані в суцвітт'я — складну парасольку, сусак прекрасно розпізнається за своїм характерним, суцвіттям-парасолькам і більш крупними квітками. Але збирають кореневища його або пізно восени, або навесні до цвітіння (у червні), для цього під час цвітіння його відзначають стрічками, кілочками або іншими знаками, з тим щоб по них можна було знайти кореневища восени і навесні.
Стебла й листки використовують для плетіння різних виробів та на підстилку худобі.

## Заготівля
Кореневище необхідно заготовлювати рано навесні до того моменту поки рослина починає цвісти, можна пізно восени, коли закінчується вегетація. Для того, щоб дістати його з водойми, необхідно використовувати вила, їх промити під проточною водою, позбавиться від надземної частини, гнилі. Товстий корінь потрібно порізати на невеликі шматки, потім пров'ялити, сушити в приміщенні, яке постійно провітрюється, можна в спеціальній сушарці. Корінці і кореневище необхідно дрібно нарізати кружальцями, соломкою, покласти на деко, зверху прикрити, потім необхідно підсушити найкраще на сонці. Сушитися рослини до 7 годин, температура повинна бути до 60 градусів. Коли корінь добре висохне, його необхідно охолодити, опустити в бляшану або скляну банку, місце для збереження повинно бути сухим і темним. Коли корінь висохне, можна його подрібнити до консистенції порошку, додавати в суп, соуси, борошно, здобу.

## Галерея

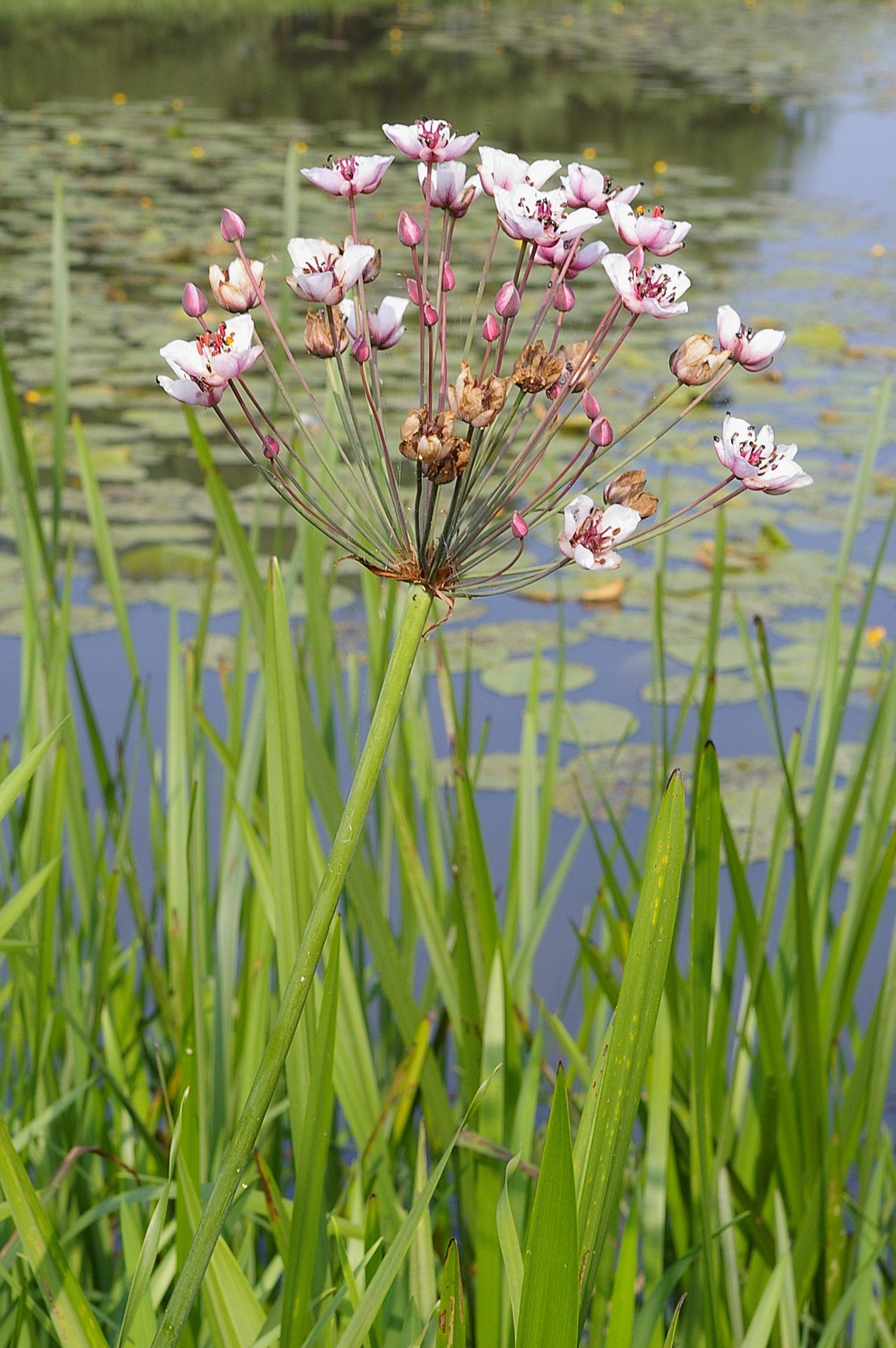
Квіти
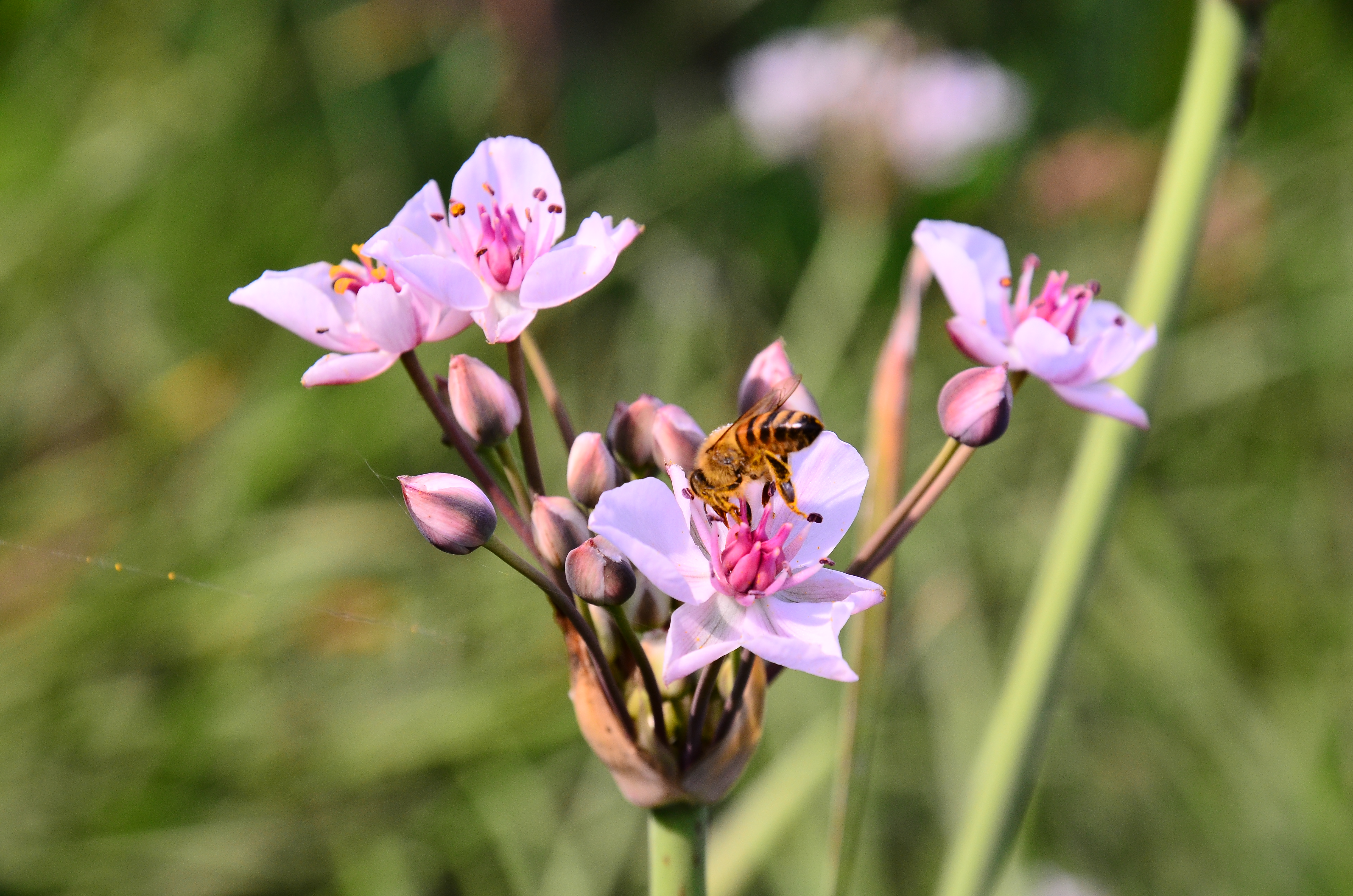
Суцвіття Сусаку зонтичного (Butómus umbellátus), що не до кінця розпустилось. Берег річки Тетерів поблизу с. Кухарі Київської області.Червень 2016 року
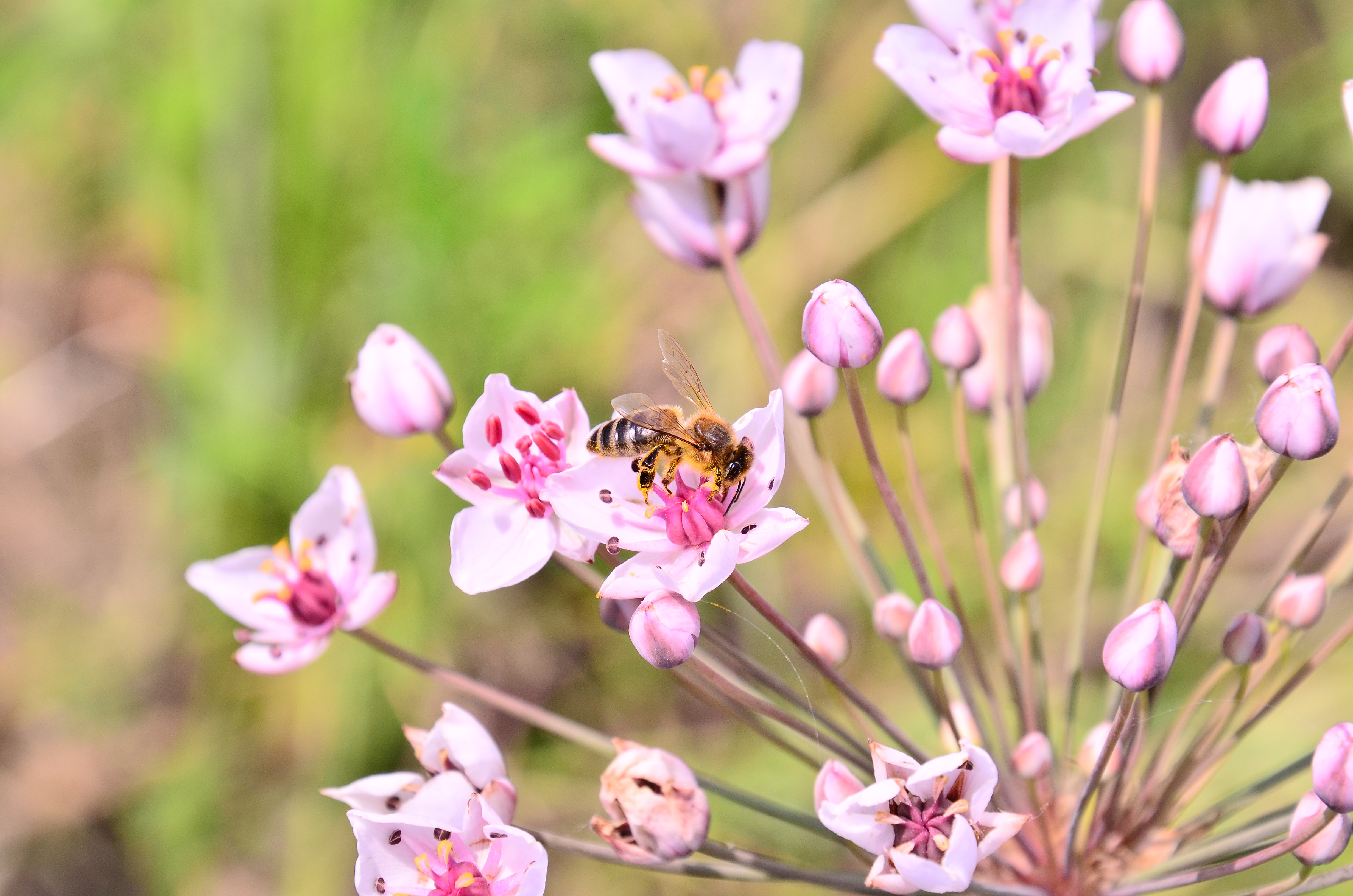
Суцвіття Сусака зонтичного (Butómus umbellátus) з бджолою медоносною (Apis mellifera)]
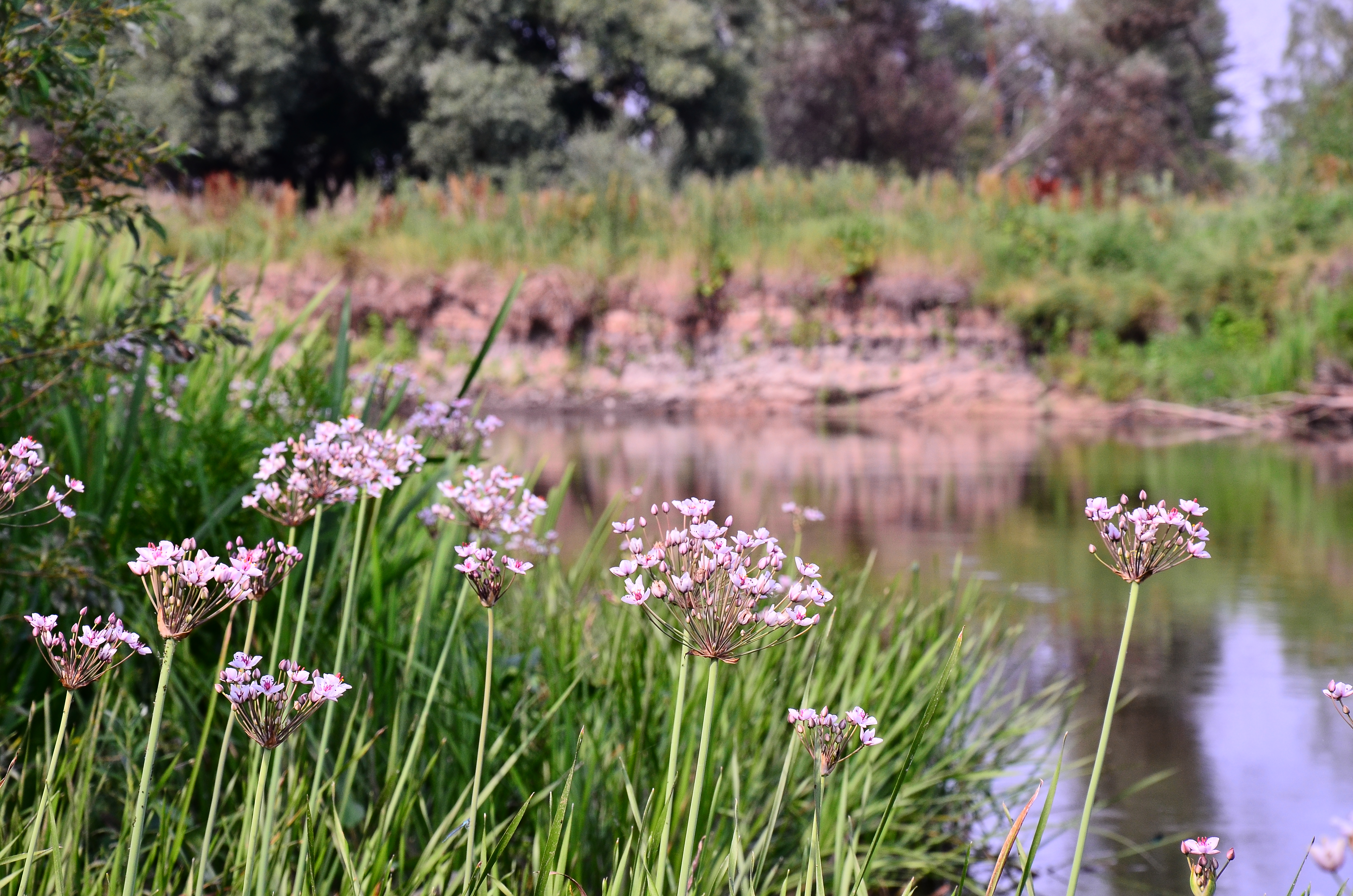
Типовий пейзаж річки під час цвітіння сусаку